# Christina Vasileva
Christina Vasileva (* 11. června 1970 Sofie, Bulharsko) je bulharsko-česká operní pěvkyně. Je držitelkou Ceny Thálie v oboru opera za rok 2010.

## Život
Christina Vasileva se narodila do bulharsko-české rodiny v městě Sofii, protože její maminka pochází z Moravy. V roce 1990 vystudovala klasický zpěv na Konzervatoři Lyubomira Pipkova v Sofii a následně se učila techniku belcanto u Michaela Tomaschova. Od roku 1994 se stala sólistkou Sofijského hudebního divadla. V roce 1995 vystoupila poprvé v České republice, když na Mezinárodní pěvecké soutěži Antonína Dvořáka v Karlových Varech získala titul. V témže roce dostala angažmá v libereckém Divadle F. X. Šaldy. V roce 2006 přešla do Státní opery v Praze, kde byla jako sólistka. Vystoupila zde v řadě rolí, například jako Elena v Sicilských nešporách, Desdemona v Otellovi, Čo-Čo-San v Madam Butterfly, Liù v Turandotě, Mimi v Bohémě a v titulních rolích v Rusalce, Manon Lescaut a Tosce. V roce 2011 odešla na tzv. volnou nohu. Hostovala v dalších českých divadlech v Brně, Plzni, Ústí nad Labem a v Praze, ale i ve světových divadlech, například v Národním divadle v Záhřebu, Teatro Puccini na Rhodosu Theateru Winterthur nebo Theateru Freiburg.
Za rok 2008 byla nominována na cenu Thálie v oboru opera za ztvárnění role Mimi v opeře Bohéma ve Státní opeře v Praze. Tu ale obdržela za rok 2010 za ztvárnění role Káti v opeře Káťa Kabanová v Národním divadle v Praze. V roce 2011 byla za ztvárnění Desdemony v Otellovi ve Freiburgu německým magazínem Opernwelt nominována na „Pěvkyni roku“.